# Krém

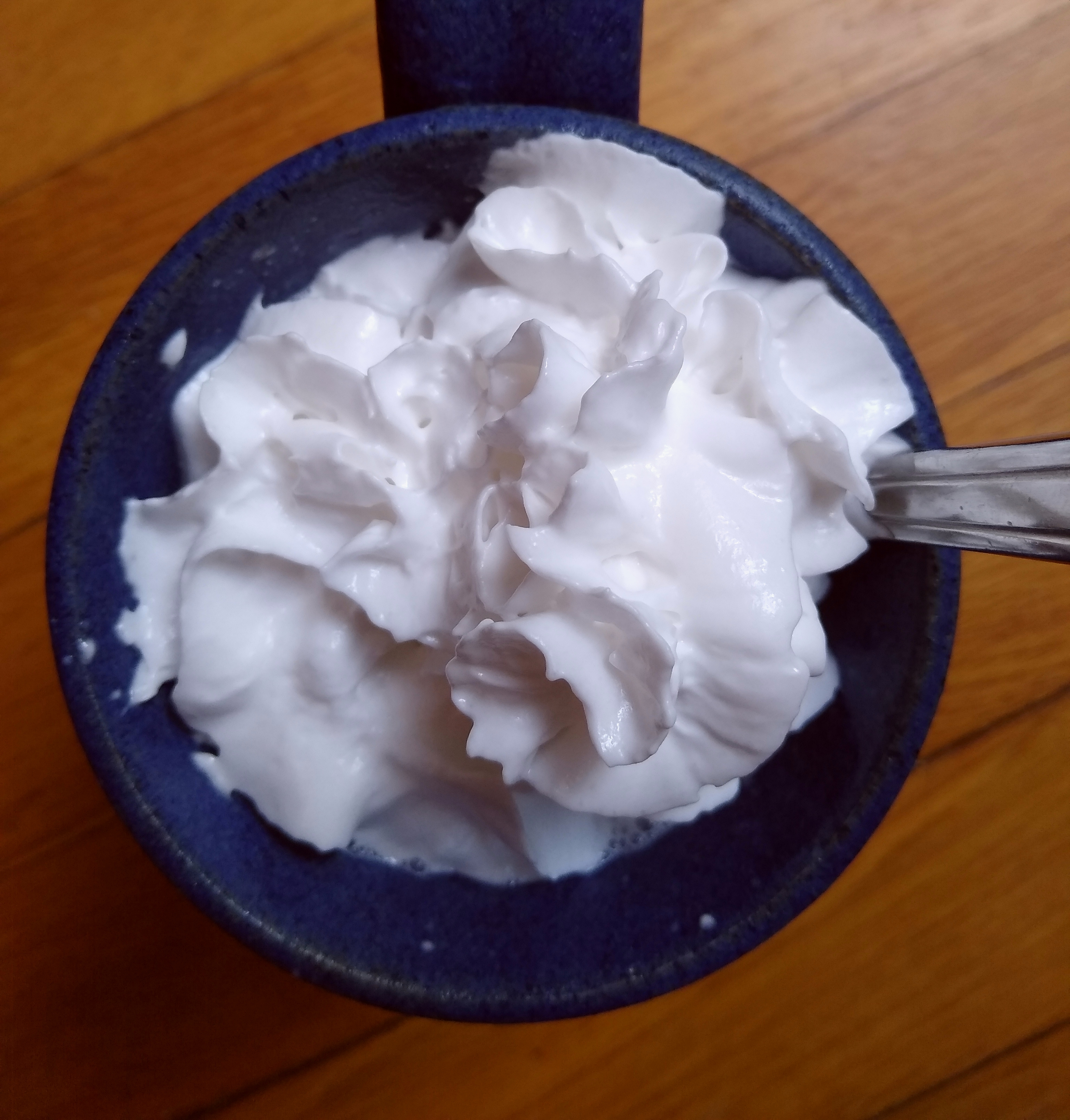
Krémes állagú tejszínhab

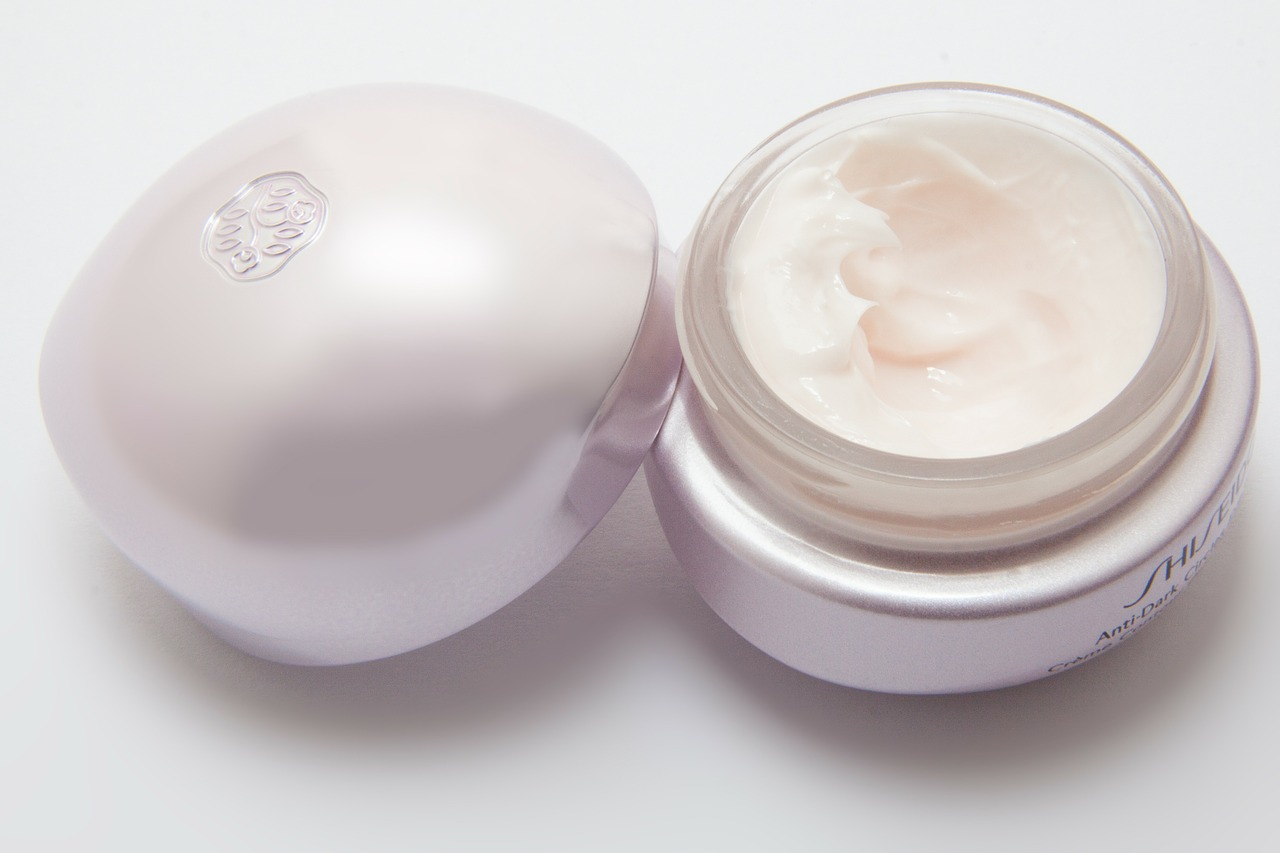
Bőr ápolására használt kenőcs

A krém egy kis sűrűséggel és keménységgel rendelkező félig folyékony anyag, melyet lágy és sima állag jellemez. Az ilyen halmazállapotú anyagokból készült termékeket felhasználják a tejiparban, illetve a gyógyászatban.
A krém szó a francia crème (tejszín) szóból származik, amely a gall eredetű népi latin nyelv crama szavából ered.

## Tejtermékekként
A tejtermékekké előállított krémeknél a homogenizálás előtt a tej tetejéről lefölözött magasabb zsírtartalmú réteg adja meg sűrű, de lágy halmazállapotát. A nem homogenizált tejben a zsír, amely kevésbé sűrű, végül a tetejére emelkedik. A krém ipari termelésében ezt a folyamatot a "szeparátoroknak" nevezett centrifugák segítségével gyorsítják fel. Sok országban a teljes vajzsírtartalomtól függően több minőségben értékesítik.

## Bőrgyógyászatban
Az olyan krémek, amelyeket bőrgyógyászati célokra használnak fel, azok víz, vagy víznemű anyagok, valamint olaj- vagy zsírnemű anyagok keveréke. Ezek mellett emulgenst is tartalmaznak, amely segíti a két egymással amúgy nem elegyedő alkotórész egyikének a másikban való eloszlását. Ezeket a krémeket kenőcsöknek nevezzük, mert félig szilárd olaj- és vízemulziók.